# Nicolas Furgault
Nicolas Furgault est un enseignant et helléniste français, né le 20 octobre 1705 à Saint-Urbain près de Joinville en Haute-Marne (France), où il meurt le 23 décembre 1794. Après des études chez les Bénédictins de l’abbaye de Saint-Urbain, puis à Troyes et à Paris, il enseigne  la grammaire et les humanités au collège Mazarin jusqu'au début de la Révolution française.  

## Publications
Furgault est l'auteur de plusieurs ouvrages pédagogiques, en particulier des manuels de grammaire latine et grecque, qui seront réédités jusqu'au début du XIXe siècle.
- Nouvel abrégé de la grammaire grecque, Paris, 1746, ouvrage qui resta longtemps un classique ;
- Abrégé de la quantité, ou mesure des syllabes latines, avec les règles pour apprendre à arranger les pieds des vers hexamètres & pentamètres, & en faciliter la composition, 1767. Réédition de 1787 en ligne ;
- Dictionnaire d'antiquités grecques et romaines, 1768. Réédition de 1824 en ligne ;
- Dictionnaire géographique, historique et mythologique portatif, 1776 ;
- les Principaux idiotismes grecs, 1784 ;
- les Ellipses de la langue latine, 1789.

## Source
- Louis-Gabriel Michaud, « Furgault (Nicolas) », dans Biographie universelle ancienne et moderne, 1843 (lire en ligne), p. 298-299.
- J. Richardot, « Furgault (Nicolas) », dans Dictionnaire de biographie française, t. 14, 1979, p. 1450.
- Boris Noguès, « Répertoire des professeurs et principaux de la faculté des arts de Paris aux XVIIe et XVIIIe siècles », sur Ressources numériques en histoire de l'éducation, novembre 2008 (consulté le 29 janvier 2018).